# Region Engiadina Bassa/Val Müstair
Die Region Engiadina Bassa/Val Müstair (deutsch Region Unterengadin/Münstertal) ist eine rätoromanischsprachige Verwaltungseinheit des Kantons Graubünden in der Schweiz, die durch die Gebietsreform auf den 1. Januar 2017 entstand. Hauptort ist Scuol.
Zur Region gehören das Unterengadin und das Münstertal.
Die Region Engiadina Bassa/Val Müstair ist mit dem bis zum 31. Dezember 2016 bestehenden Bezirk Inn identisch. Er umfasst die auf den 31. Dezember 2016 aufgelösten Kreise Ramosch, Sur Tasna, Suot Tasna und Val Müstair.

## Einteilung
Zur Region Engiadina Bassa/Val Müstair gehören folgende Gemeinden:
Stand: 1. Januar 2016
| Wappen      | Name der Gemeinde | Einwohner (31. Dezember 2023) | Fläche in km² | Einw. pro km² |
| ----------- | ----------------- | ----------------------------- | ------------- | ------------- |
|             | Samnaun           | 755                           | 56,28         | 13            |
| Scuol       | Scuol             | 4572                          | 438,61        | 10            |
| Valsot      | Valsot            | 811                           | 158,95        | 5             |
| Val Müstair | Val Müstair       | 1422                          | 198,65        | 7             |
|             | Zernez            | 1579                          | 344,04        | 5             |
| Total (5)   | Total (5)         | 9139                          | 1196,53       | 8             |